# Orli Reichert-Wald

Orli Wald als Häftling 502, KZ Auschwitz am 26. März 1942

Orli Reichert-Wald, geboren als Aurelia Torgau, geschiedene Reichert, verheiratete Wald (* 1. Juli 1914 in Bérelles bei Maubeuge; † 1. Januar 1962 in Ilten bei Hannover) war eine deutsche Widerstandskämpferin und als NS-Verfolgte von 1936 bis 1945 Gefangene in Zuchthaus- und Konzentrationslagern. Sie war Lagerälteste im Häftlingskrankenbau des KZ Auschwitz-Birkenau und wurde aufgrund ihrer Hilfsbereitschaft als „Engel von Auschwitz“ bezeichnet.

## Leben

### Herkunft, kommunistische Betätigung, Widerstand und Haft
Als sechstes Kind des deutschen Maschinisten August Torgau und dessen französischer Ehefrau Maria wurde sie in Frankreich geboren. Kurz nach ihrer Geburt begann der Erste Weltkrieg. Infolgedessen wurde die Familie interniert und anschließend zunächst die Mutter samt Kindern nach Trier ausgewiesen und nach dem Kriegsende auch der Vater. Der Vater und zwei ältere Brüder engagierten sich später in Trier für die KPD, deren Ortsgruppe sie dort begründeten. In Trier absolvierte sie nach dem Schulabschluss eine Lehre als Verkäuferin und wurde in den 1920er Jahren Mitglied des Kommunistischen Jugendverbandes (KJVD). Nach der „Machtergreifung“ engagierte sie sich im politischen Widerstand und wurde deswegen 1934 erstmals durch die Gestapo kurzzeitig festgenommen, jedoch aus Beweismangel wieder entlassen. Ihre Ehe mit dem Bauarbeiter Fritz Reichert wurde 1935 geschlossen, er reichte jedoch 1936 die Scheidung ein. Ihr Ehemann war ein ehemaliger KJVD-Genosse, dessen politische Gesinnung sich unter den neuen Machthabern jedoch wandelte. Im Juni 1936 erfolgte die Verhaftung von Angehörigen ihrer kommunistischen Widerstandsgruppe und eine Anklage wegen Vorbereitung zum Hochverrat. Sie hatte als Kurier in Luxemburg für die Widerstandsorganisation gearbeitet und sich der Gestapo in Trier gestellt, nachdem ihr bei Nichterscheinen mit der Verhaftung ihrer Eltern gedroht worden war. Während der Verhöre wurde sie von Gestapobeamten gefoltert. Am 21. Dezember 1936, mit 22 Jahren, wurde sie durch das Oberlandesgericht Hamm zu vier Jahren und sechs Monaten Zuchthaus verurteilt. Die Verhaftung erfolgte vermutlich auch aufgrund belastender Aussagen ihres Ehemannes. Schließlich erfolgte 1939 die Ehescheidung, auch mit der Begründung, dass sich Reichert zum Nationalsozialismus bekannte und Angehöriger der SA war. Infolge ihrer Haft konnte sie den Namen Reichert nicht ablegen, den sie während ihrer Verurteilung und Inhaftierung führte.

### KZ-Häftling in Ravensbrück und Auschwitz
Trotz voller Verbüßung ihrer Haftstrafe im Frauenzuchthaus Ziegenhain bei Kassel wurde sie nach ihrer Entlassung Ende Dezember 1940 umgehend ins KZ Ravensbrück verbracht, wo sie eine Freundschaft mit Margarete Buber-Neumann verband. Obwohl ihr im Prozess gegen den luxemburgischen Kommunisten Zénon Bernard als Kronzeugin bei ihn belastenden Aussagen Straffreiheit in Aussicht gestellt wurde, entlastete sie den Angeklagten während des Prozesses.
Im März 1942 wurde sie mit 998 weiblichen Häftlingen aus Ravensbrück ins KZ Auschwitz eingeliefert, wo sie die Häftlingsnummer 502 erhielt. Sie war im berüchtigten Häftlingskrankenbau beschäftigt und wurde dort im März 1943 Lagerälteste, nachdem sie im Winter 1942/43 an Fleckfieber erkrankt war. Im Sommer 1943 versuchte sie sich zu suizidieren, wurde jedoch von befreundeten Häftlingsfrauen gerettet. Sie gab danach an, dass sie nicht mehr den Tod ständig mit ansehen könne. Im Häftlingskrankenbau erlebte sie unfassbare Gräuel: KZ-Ärzte, die Säuglinge mit Phenolspritzen töteten, Menschenversuche vornahmen und Kranke, statt zu versorgen, für die Vergasung selektierten. Auch im Lager gehörte sie der deutschen Widerstandsgruppe an. Unter Lebensgefahr half und rettete sie jüdische und andere Häftlinge. Anerkennend nannten sie Mithäftlinge den Engel von Auschwitz.
Sie überlebte im Januar 1945 den Todesmarsch von Auschwitz ins KZ Ravensbrück und das KZ-Außenlager Malchow. Dort traf sie auf Häftlingsfrauen, die sie bereits aus Auschwitz kannte. Die Auschwitzüberlebende Jeanne Juda berichtet von dem Wiedersehen folgendes: „Die Mädchen waren begeistert und jubelten: Unsere Orli ist wieder bei uns!“. Juda urteilt über Reichert-Wald: „Ich kenne keine Häftlingsfunktionärin, die so Mensch geblieben ist wie sie“. Aus dem Außenlager Malchow gelang ihr im April 1945 krank und geschwächt die Flucht. Sie wurde von Soldaten der Roten Armee vergewaltigt.

### Nach der Befreiung vom Nationalsozialismus

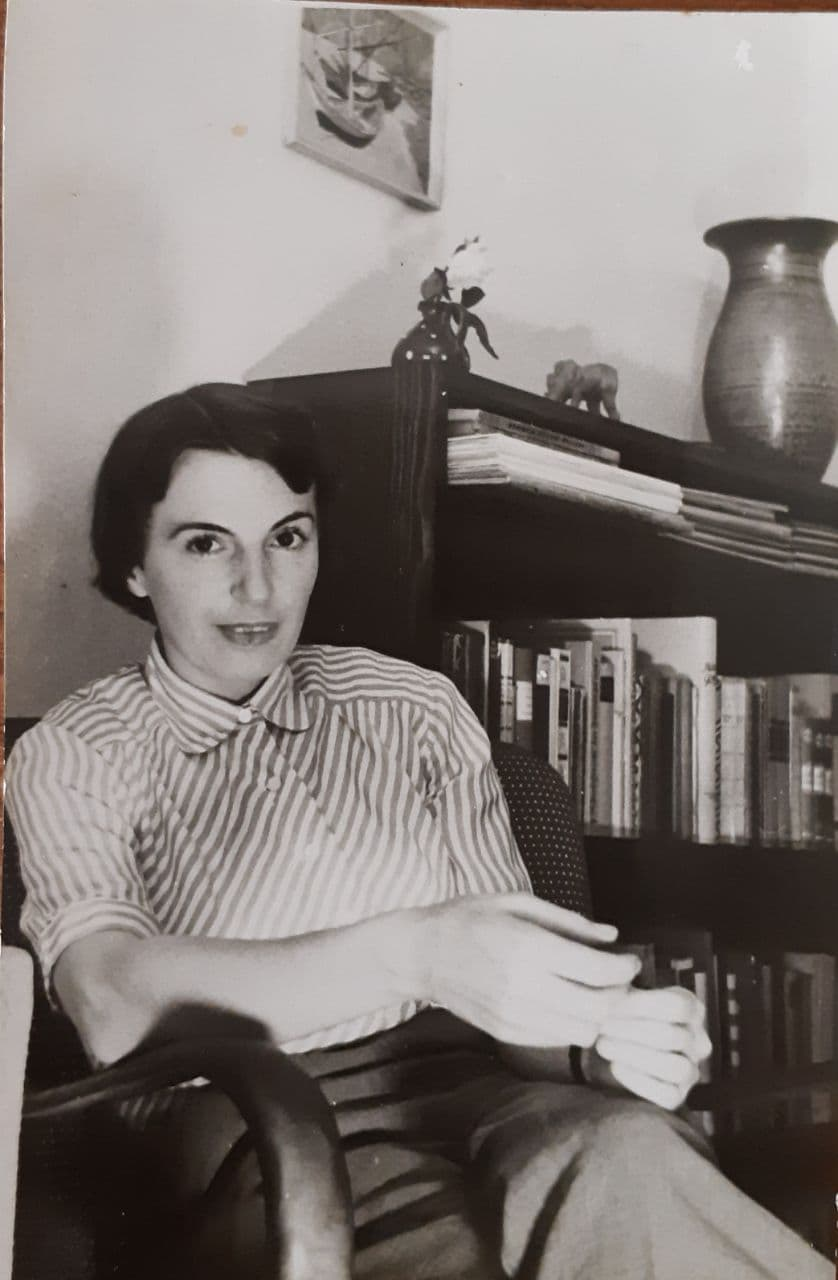
Orli Wald (unbekanntes Datum)

Nach Kriegsende lebte sie Berlin und trat der SED sowie der Vereinigung der Verfolgten des Naziregimes (VVN) bei. Körperlich geschwächt befand sie sich ab Mai 1946 für knapp zwei Jahre in der sowjetischen Besatzungszone in dem Sanatorium für NS-Verfolgte Sülzhayn im Harz und wurde wegen ihrer erneut ausgebrochenen Tuberkuloseerkrankung und Depressionen behandelt. Im November 1947 heiratete sie den während ihres Sanatoriumsaufenthalt kennengelernten Eduard Wald, Schwager von Otto Brenner, Widerstandskämpfer und NS-Verfolgter wie sie. Mit ihrem Ehemann zog sie im gleichen Jahr nach Hannover. Entgegen anderen Darstellungen währte diese Ehe mit dem führenden sozialdemokratischen Gewerkschafter bis zu ihrem Lebensende. Beide hatten sich offensiv gegen stalinistische Verfolgungen und Machenschaften der SED gewandt und traten der SPD bei. Mit autobiographischen Kurzgeschichten versuchte sie die traumatischen Erlebnisse der KZ-Haft zu bewältigen und für die Anerkennung ihrer Widerstandstätigkeit zu streiten.

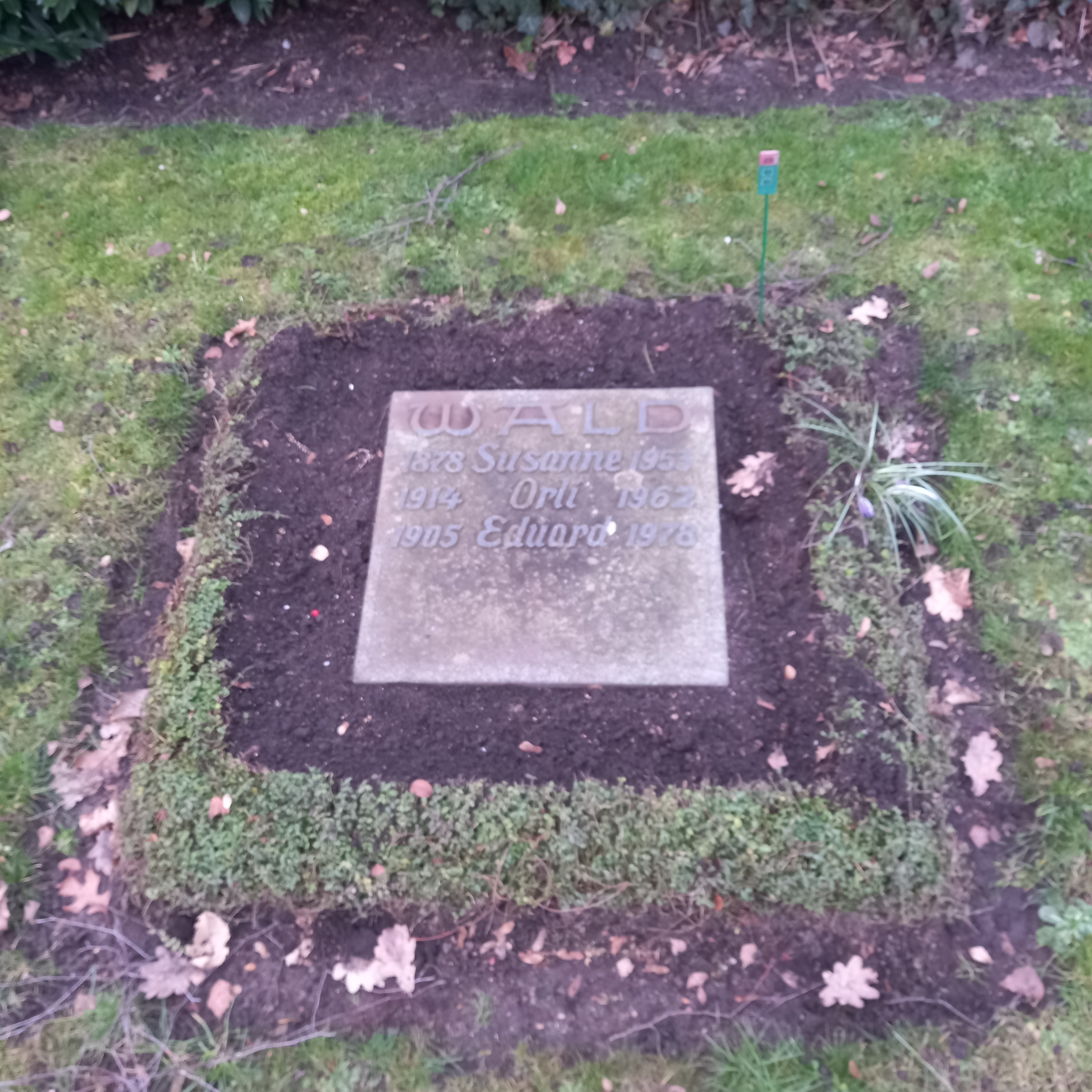
Das Grab von Orli Reichert-Wald und ihres Ehemannes Eduard Wald im Familiengrab auf dem Stadtfriedhof Engesohde in Hannover

Wald litt bis zu ihrem Tod an den Folgen der Gefangenschaft und war 1954 für neun Monate Patientin in der Psychiatrie, danach kam es wiederholt zu längeren psychiatrischen Krankenhausaufenthalten. Mehrfach versuchte sie sich das Leben zu nehmen und wurde mit Elektroschocks behandelt. Der Auschwitzüberlebende Hermann Langbein besuchte sie 1960, um die ehemalige Häftlingsfunktionärin für den geplanten ersten Frankfurter Auschwitzprozess als Zeugin zu gewinnen. Wald arbeitete in seinem Beisein eine von ihm vorgelegte Namensliste bis zum Ende durch und gab ausführlich Auskunft zu ihren Erinnerungen. Langbein berichtete, dass Wald aufgrund der nervlichen Belastung die Hände zitterten und er ihr die Liste deshalb wieder abnehmen wollte. Wald bestand jedoch darauf, das Gespräch bis zum Ende durchzuführen. Mit Beginn des Eichmann-Prozesses erlitt sie einen Nervenzusammenbruch. Sie starb am 1. Januar 1962 in den Wahrendorffschen Anstalten in Ilten. Die KZ-Überlebende und Freundin Walds Jeanne Juda gab an, dass sie sich suizidiert habe: „Sie hat immer darunter gelitten, daß sie nicht noch mehr für die Häftlinge gemacht hatte.“ Nach anderer Darstellung hatte sie aufgrund erheblicher innerer Unruhe eine hohe Medikamentendosis verabreicht bekommen und starb am selben Tag aufgrund der jahrelangen psychischen und physischen Strapazen.
Adélaïde Hautval, Häftlingsärztin in Auschwitz, äußerte sich folgendermaßen über Wald: „Alles in allem eine gute Kameradin, aber ein sehr unausgeglichenes Verhalten, begreiflich [nach so vielen Jahren KZ]“. Laut Langbein gab es kaum jemanden, „der seine Funktion in Auschwitz so uneigennützig ausgeübt hat wie Orli“.

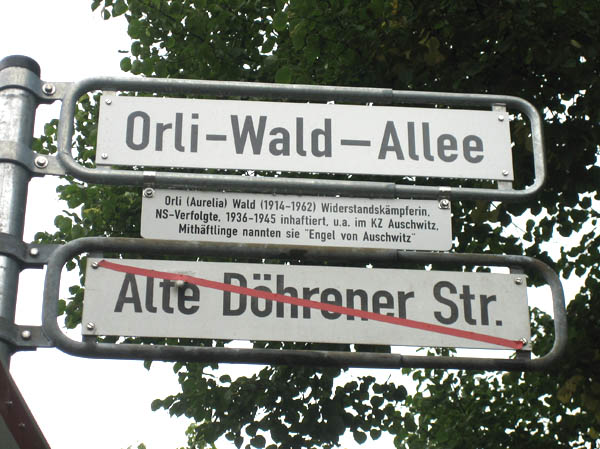
Benennung der Orli-Wald-Allee am Engesohder Friedhof in der Südstadt Hannovers

## Ehrungen
Im Ortsteil Wettbergen der Stadt Hannover wurde 1984 die Straße „Reicherthof“ nach Reichert-Wald benannt. Diese missverständliche Benennung wurde nach der Vorgeschichte von Angehörigen nicht als Ehrung verstanden. Daher wurde 2007 in der Südstadt eine Straße entlang des Stadtfriedhofs Engesohde, wo sie beigesetzt wurde, in „Orli-Wald-Allee“ umbenannt.
Zu ihrem Gedenken wurde in Trier 2007 ein Stolperstein verlegt und seit 2013 gibt es in Trier die Orli-Torgau-Straße.
Seit Februar 2016 heißt die Integrierte Gesamtschule in Uetze „Aurelia-Wald-Gesamtschule“.

## Werke
- Kurzgeschichten und Gedichte, erschienen in verschiedenen Publikationen
- Nachgelassenes – Schriften von Orli Wald in Der dunkle Schatten
- Orli Wald-Reichert: Das Taschentuch. in Hans Günther Adler, Hermann Langbein & Ella Lingens-Reiner, Hrsg.: Auschwitz. Zeugnisse und Berichte. Europäische Verlagsanstalt EVA, Köln 1979, ISBN 3-434-00411-4, S. 105–108[A 1]
  - 6. Aufl., mit Vorwort zur Editionsgeschichte von Katharina Stengel: Schriftenreihe 1520. Bundeszentrale für politische Bildung BpB, Bonn 2014, ISBN 978-3-8389-0520-4, S. 107–111.